# Birgerhøgda
Birgerhøgda är ett berg i Antarktis. Det ligger i Östantarktis. Norge gör anspråk på området. Toppen på Birgerhøgda är 2 625 meter över havet, eller 548 meter över den omgivande terrängen. Bredden vid basen är 13,2 km.
Terrängen runt Birgerhøgda är bergig åt nordost, men åt sydväst är den kuperad. Trakten är obefolkad. Det finns inga samhällen i närheten. 